# Saint-Félicien, Ardèche
Saint-Félicien är en kommun i departementet Ardèche i regionen Auvergne-Rhône-Alpes i sydöstra Frankrike. Kommunen ligger  i kantonen Saint-Félicien som ligger i arrondissementet Tournon-sur-Rhône. År 2022 hade Saint-Félicien 1 114 invånare.

## Befolkningsutveckling
Antalet invånare i kommunen Saint-Félicien
Referens: INSEE